# Mengjiang
Mengjiang (Chinees: 蒙疆, Pinyin: Měngjiāng) was een marionettenstaat van het Keizerrijk Japan in de Chinese regio Binnen-Mongolië. Het werd ook wel Mengtsjoekwo genoemd, in analogie met Mantsjoekwo, een Japanse marionettenstaat in Mantsjoerije.
Het land bestond uit de toenmalige Chinese provincies Chahar, Suiyuan en het noorden van Shanxi. De hoofdstad was Kalgan, het huidige Zhangjiakou.

## Geschiedenis
Op 12 mei 1936 werd de Mongoolse Militaire Regering gevormd, in oktober 1937 omgedoopt in de Mongoolse Verenigde Autonome Regering. Op 1 september 1939 werden de Autonome Regeringen van Zuid-Chahar en Noord-Shanxi verenigd met de Mongoolse Verenigde Autonome Regering en zo werd Mengjiang gevormd. Op 4 augustus 1941 werd de naam opnieuw veranderd in Mongoolse Autonome Federatie. In 1945, aan het einde van de Tweede Wereldoorlog, verdween de staat, toen de Sovjet-Unie het land binnenviel. Het grootste deel van Mengjiang, met uitzondering van de hoofdstad, ligt sindsdien in Binnen-Mongolië.
|  |  |